# 십대논사
10대논사(十大論師) 또는 유식 10대 논사(唯識十大論師)는 세친의 《유식삼십송》의 주석서를 저술한 인도 불교의 유식학의 아래 목록에 나열된 10명의 논사들을 말한다. 현대 학자들은 인도 불교의 유식학을 총 3기로 나누는데, 제1기는 미륵과 무착의 유식학이고 제2기는 세친의 유식학이며 제3기는 유식 10대 논사의 유식학이다.
10대 논사들의 주석서들 중 현존하는 것은 안혜의 《삼십송석론(三十頌釋論)》 뿐이며, 법상종의 소의 논서인 《성유식론》은 호법의 주석을 주로 하고 거기에다 다른 유식 10대 논사의 학설을 취사선택하여 659년에 현장(玄奬)이 번역 · 편집한 것이다.
1. 호법(護法) 산스크리트어: Dharmapāla
2. 덕혜(德慧) 산스크리트어: Gunamati
3. 안혜(安慧) 산스크리트어: Sthiramati
4. 친승(親勝) 산스크리트어: Bandhuśri
5. 난타(難陀) 산스크리트어: Nanda
6. 정월(淨月) 산스크리트어: Śuddhacandra
7. 화변(火辨) 산스크리트어: Citrabhāna
8. 승우(勝友) 산스크리트어: Visesamitra
9. 최승자(最勝子) 또는 승자(勝子) 산스크리트어: Jinaputra
10. 지월(智月) 산스크리트어: Jñānacandra

## 참고 문헌
- 곽철환 (2003). 《시공 불교사전》. 시공사 / 네이버 지식백과. |title=에 외부 링크가 있음 (도움말)
- 운허.  동국역경원 편집, 편집. 《불교 사전》. |title=에 외부 링크가 있음 (도움말)
- 황욱 (1999). 《무착[Asaṅga]의 유식학설 연구》. 동국대학원 불교학과 박사학위논문.
- (중국어) 星雲. 《佛光大辭典(불광대사전)》 3판. |title=에 외부 링크가 있음 (도움말)